# Encyocrates
Encyocrates là một chi nhện trong họ Theraphosidae.

## Các loài
Chi này gồm các loài:
- Encyocrates raffrayi Simon, 1892